# 1990 في الفلبين
فيما يلي قوائم الأحداث التي وقعت خلال عام 1990 في الفلبين.

## سياسة

### انتهاء فترة المنصب
- 4 يناير – ميريام ديفينسور سانتياغو Secretary of Agrarian Reform [الإنجليزية]‏.

## مواليد

### فبراير
- 13 فبراير – جوهنريل كاسيميرو ملاكم فلبيني.
- 17 فبراير – بيا سانتياغو

### مارس
- 8 مارس – نيكو سالفا لاعب كرة سلة فلبيني.
- 26 مارس – صموئيل موريسون

### أبريل
- 11 أبريل – مارتن إسكوديرو ممثل فلبيني.
- 19 أبريل – غريتشين هو
- 19 أبريل – كيم تشيو ممثلة فلبينية.

### مايو
- 4 مايو – أندريا توريس ممثلة فلبينية.
- 10 مايو – ماكسين ميدينا
- 22 مايو – لانس سيرانو عارض فلبيني.

### يونيو
- 27 يونيو – أنجيليا أونغ متسابقة ملكة جَمال فلبينية.

### يوليو
- 20 يوليو – دومينيك روكي ممثل فلبيني.
- 25 يوليو – مارفين سونسونا ملاكم فلبيني.

### سبتمبر
- 7 سبتمبر – سيرينا دالريمبل ممثلة فلبينية.
- 9 سبتمبر – هارولد أربوليدا لاعب كرة سلة فلبيني.
- 20 سبتمبر – إريك غونزاليس ممثلة فلبينية.

### أكتوبر
- 3 أكتوبر – ريان راموس ممثلة فلبينية.
- 15 أكتوبر – جون بينتو لاعب كرة سلة فلبيني.

### نوفمبر
- 14 نوفمبر – جانينا سان ميغيل

### ديسمبر
- 1 ديسمبر – أبرا
- 17 ديسمبر – كارين إباسكو

## وفيات

### نوفمبر
- 24 نوفمبر – روب وايت (مواليد 1909) كاتب أدب أطفال أمريكي.